# Ruw beemdgras
Ruw beemdgras of ruwbeemd (Poa trivialis) is een vaste zodevormende plant uit de grassenfamilie (Poaceae). Deze soort groeit op allerlei plaatsen, vooral op vochtige grond, in graslanden en wegbermen. Ongemaaid kan het ongeveer een meter hoog worden.
Ruw beemdgras is te onderscheiden van andere soorten beemdgras (Poa) aan de ruwe stengels. De vooral na de bloei gevormde bovengrondse uitlopers bewortelen op de knopen.
De ruw aanvoelende bladeren zijn donkergroen en hebben vaak een purperen waas. Ze kunnen tot 20 cm lang worden en zijn naar de top toe smaller. De ruwe bladscheden zijn iets samengedrukt. Het tongetje (ligula) is 5–10 mm lang en heeft een spitse top.
Ruw beemdgras bloeit van mei tot juli met een pluim. De aartjes zijn eivormig en maximaal 4 mm lang. Elk aartje bevat twee tot vijf bloempjes. Ze zijn groen en hebben net als bladeren vaak een purperen waas over zich. Het onderste kelkkafje met veel wolharen aan de voet is 2,3 mm lang en het bovenste 2,9 mm. Het bovenste kroonkafje (lemma) is 2,8 mm lang. De 1,6 mm lange helmknoppen zijn lichtgeel.
De vrucht is een 3 mm lange graanvrucht.

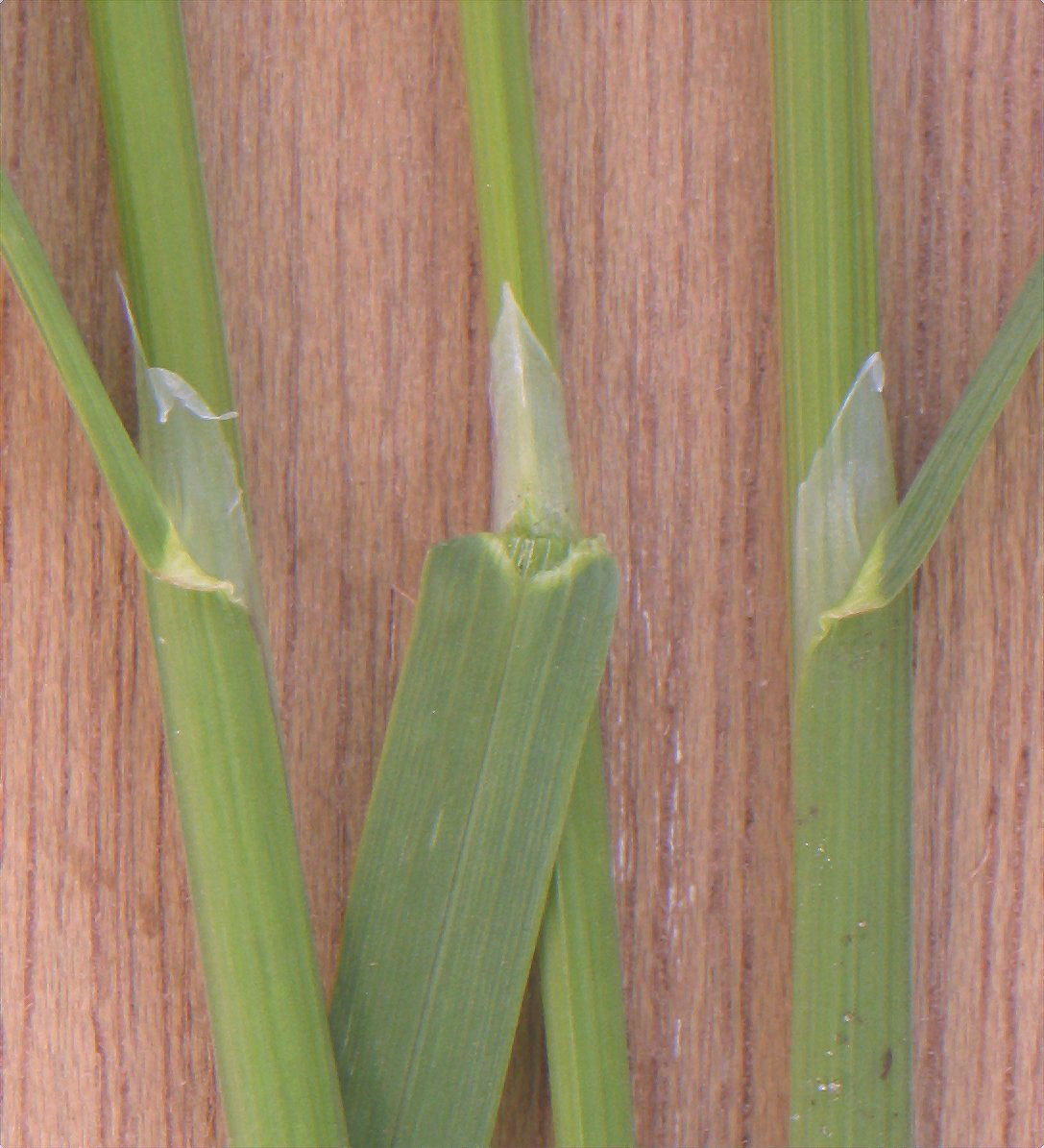
tongetje
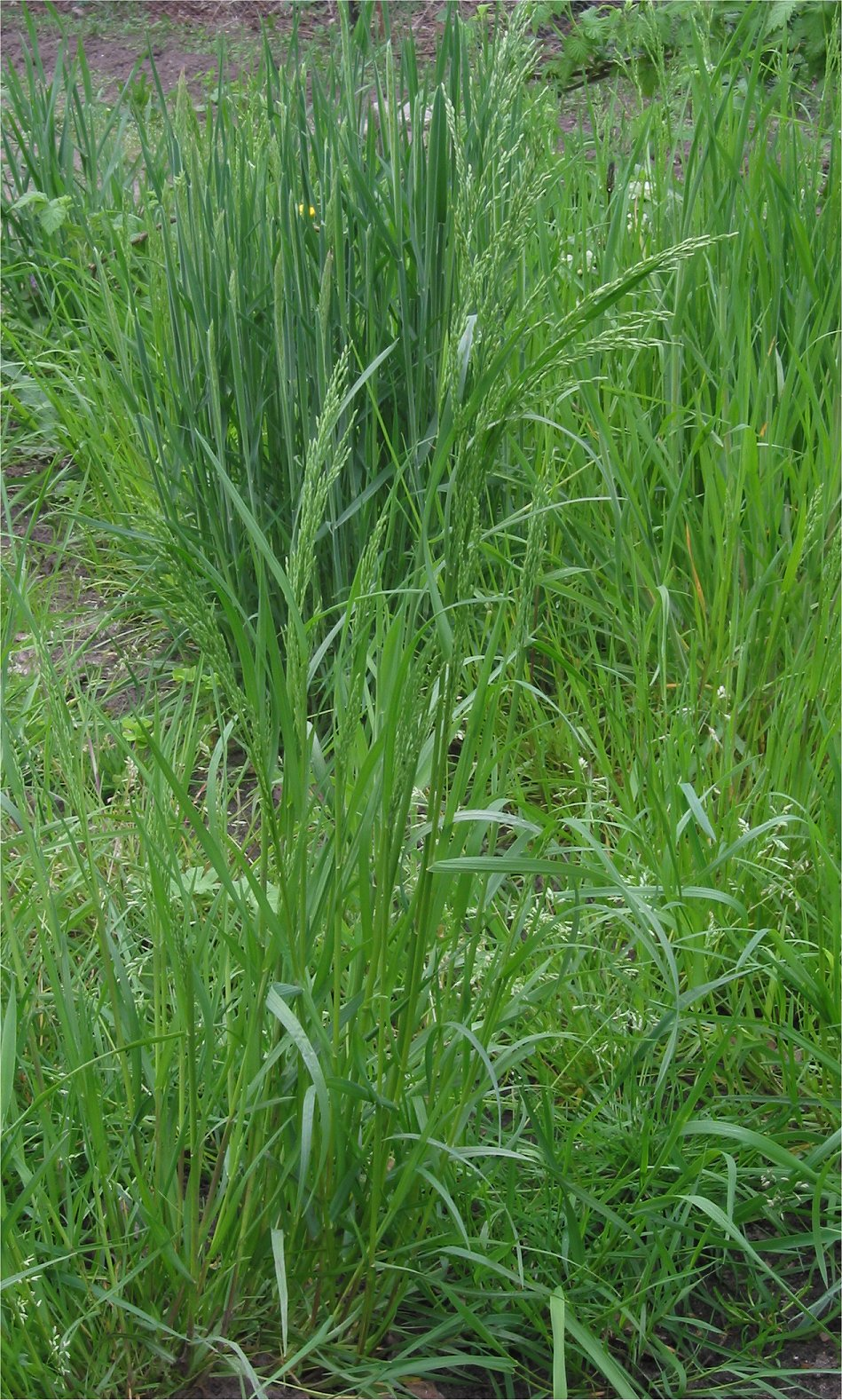
Plant
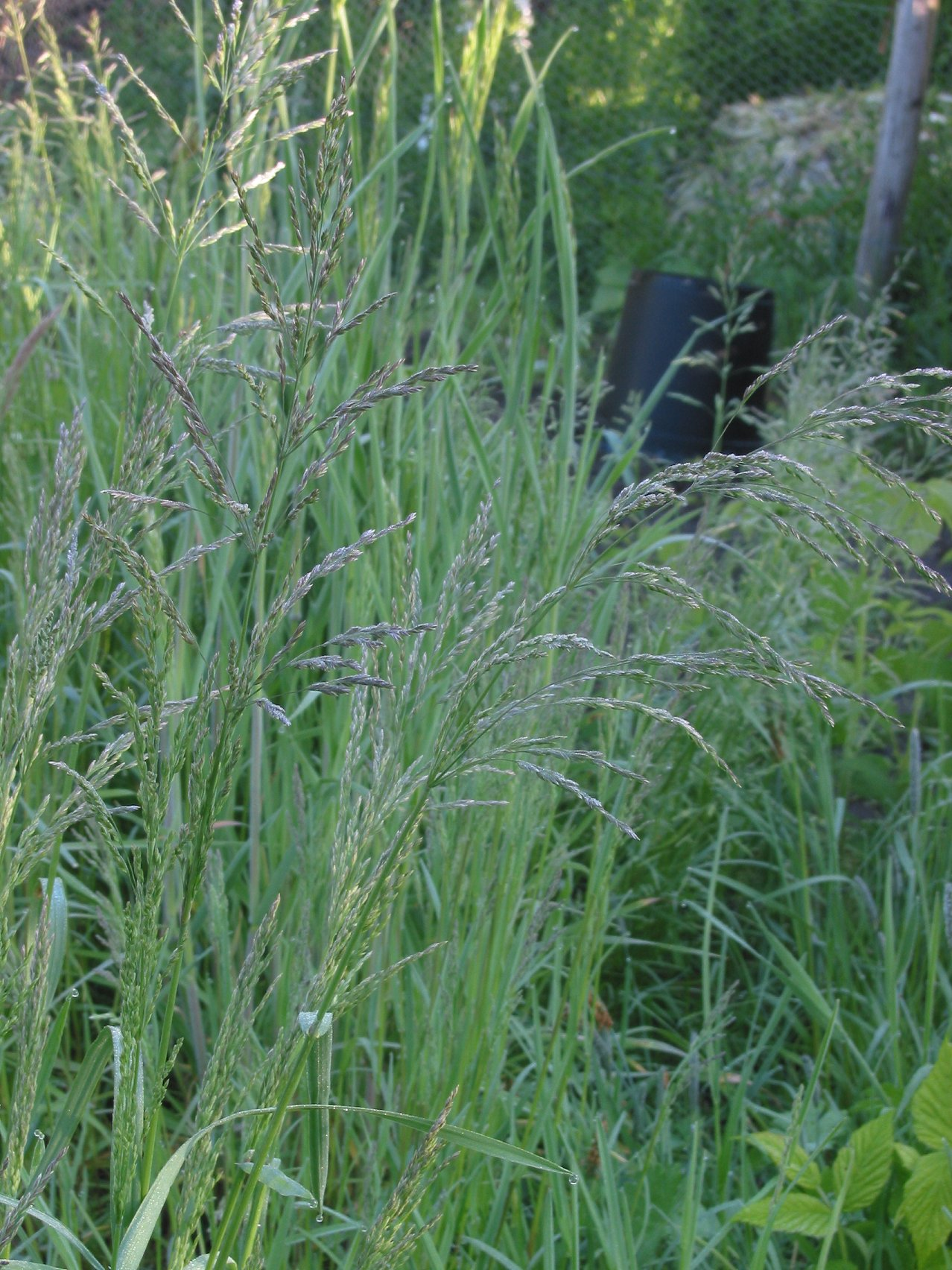
Bloeiwijze
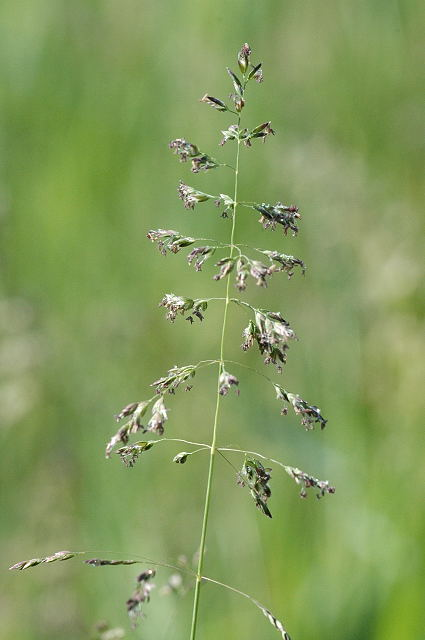
Bloeiwijze
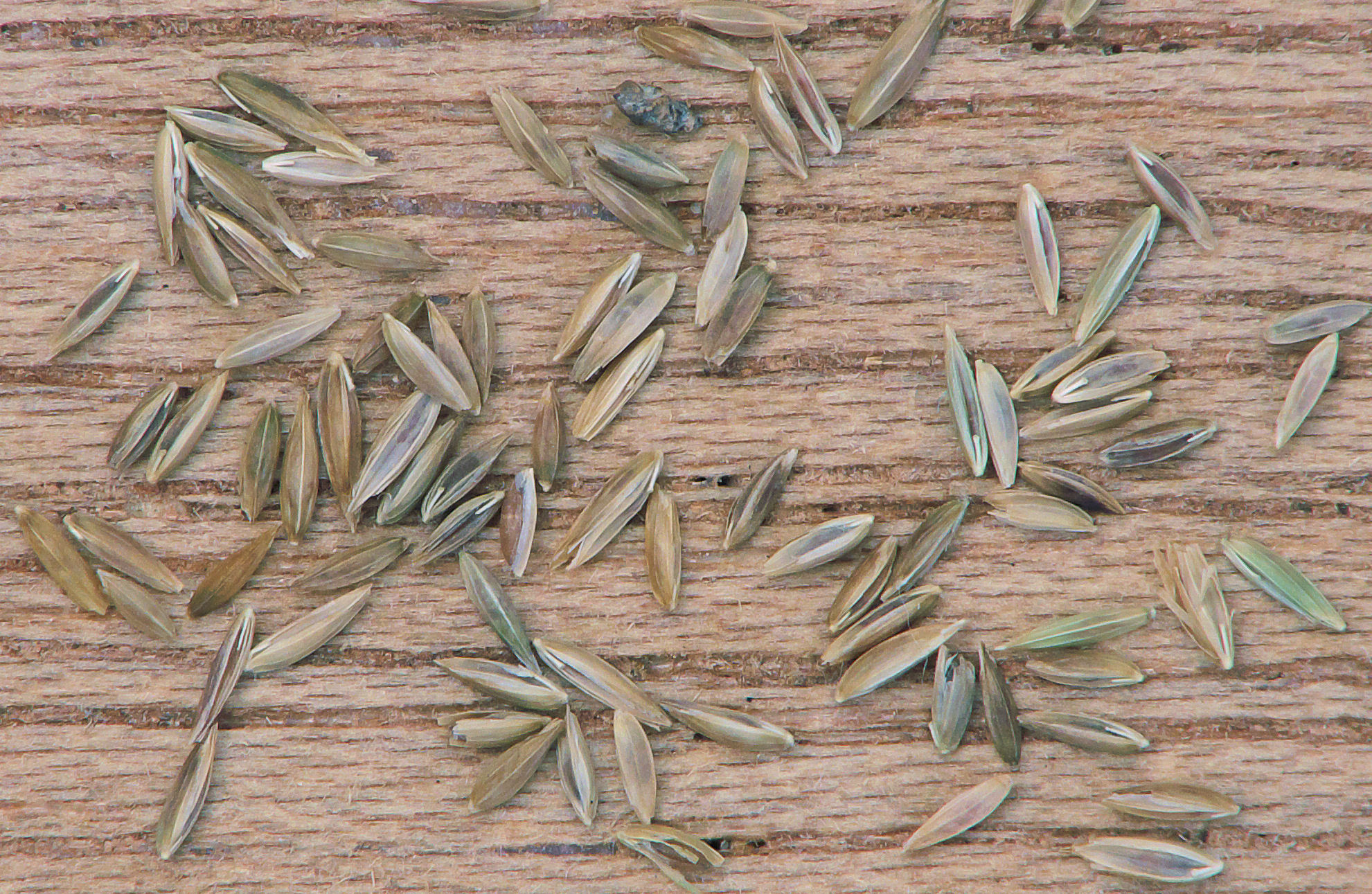
Vruchten (zaden)